# المدينة العارية (فلم)
المدينة العارية (بالإنجليزية: The Naked City) هو فيلم أبيض وأسود تم إنتاجه في الولايات المتحدة وصدر في سنة 1948.

## ترشيحات وجوائز
| السنة | الحدث  | الفئة              | النتيجة  |
| ----- | ------ | ------------------ | -------- |
|       | أوسكار | أفضل تصوير سينمائي | فـــــوز |

## وصلات خارجية
- مقالات تستعمل روابط فنية بلا صلة مع ويكي بيانات